# کارل-گوستاو لیندستت
کارل-گوستاو لیندستت (سوئدی: Carl-Gustaf Lindstedt؛ ‏ ۲۴ فوریهٔ ۱۹۲۱ – ۱۶ ژانویهٔ ۱۹۹۲) بازیگر اهل سوئد بود.
از فیلم‌هایی که وی در آن نقش داشته‌است، می‌توان به رؤیاها، لبخندهای یک شب تابستانی، پی‌پی جوراب‌بلنده، تابستانی پر از خوشبختی، دوران گرگ و ملوانان اشاره کرد.